# Loadsheet
Il loadsheet (in italiano Piano di carico) è un documento ufficiale del volo e riporta i pesi strutturali dell'aeromobile, degli accessori di servizio, dell'equipaggio, dei passeggeri, del carico e del carburante.
È un documento importantissimo poiché attesta il reale carico dell'aeromobile ed il suo stesso bilanciamento.
Viene elaborato dall'ufficio Weight and balance e viene portato a bordo dall'Agente di rampa che provvede anche a verificare che le informazioni contenute siano coerenti con quelle iscritte nel Loading Instruction Report.
È uno dei primi documenti che viene preso in esame in caso di incidente aereo.
Il loadsheet contiene il trimsheet, che comprende una tabella dove vengono evidenziate le posizioni del centro di gravità di un aeromobile in tre momenti: al decollo, all'atterraggio e senza carburante. I dati espressi da questa tabella vengono usati dal comandante per impostare al meglio l'aeromobile durante tutte le fasi del volo.